# 湖北海棠
湖北海棠（学名：Malus hupehensis）为蔷薇科苹果属的植物，是中国的特有植物。分布于中国大陆的河南、浙江、贵州、湖北、甘肃、云南、安徽、江苏、四川、广东、福建、山东、湖南、山西、陕西、江西等地，生长于海拔50米至2,900米的地区，见于生山坡及山谷丛林中，目前已由人工引种栽培。
其种加词“hupehensis”意为“湖北的”。
现接受名为Sinomalus hupehensis (Pamp.) Rushforth, 2018。
在西南地区某些地方，如湖北、湖南，人们在夏天喜欢用此种树的叶片泡茶放凉了喝，由于材料易得，价格便宜，且用少量叶子就能泡制出大量的茶水。于是这种树的树叶在当地成为了一种土茶叶并受到大众的欢迎，成为了当地夏天最常饮用的「土凉茶」。在湖北这种茶叶被称为「三皮罐」，即三片叶子能泡一大壶茶的意思。

## 别名
野海棠（河南土名），野花红（浙江土名），花红茶（湖北土名），秋子（四川土名），茶海棠（中国植物图谱），小石枣（甘肃土名）